# Paula (Roman)
Paula ist ein 1994 erschienener,  autobiographischer Roman der  chilenischen Schriftstellerin Isabel Allende.
Die titelgebende junge Frau Paula (die Tochter Isabel Allendes) ist aufgrund ihrer Stoffwechselstörung, der Porphyrie, in ein Koma gefallen. Ihre Mutter (also Allende) hofft darauf, dass sie wieder aufwacht und unternimmt verschiedene Versuche, ihren Zustand zu verbessern. Dabei erzählt sie ihrer kranken Tochter die Geschichte ihrer Familie von dem Eintreffen in Chile zu Beginn des Jahrhunderts bis zur Gegenwart: „Hör mir zu, Paula, ich werde dir eine Geschichte erzählen, damit du, wenn du erwachst, nicht gar so verloren bist.“ Der Leser erhält dabei gleichzeitig ein Porträt der Geschichte Chiles. Am Ende stirbt die Tochter trotz aller Bemühungen der Mutter. Das letzte Kapitel thematisiert deren Versuch, sich mit dem Verlust auseinanderzusetzen. 
Insgesamt ist das Buch eine Annäherung an das Sterben und die intensive Auseinandersetzung damit, einen geliebten Menschen sterben, schwinden zu sehen.
Das Schreiben des Buches gehe auf eine Anregung ihrer Mutter zurück und sei "sehr kathartisch und besser als eine Therapie" gewesen, sagte Allende.